# Grand Prix Formule 1 van Australië 2001
De Grand Prix Formule 1 van Australië 2001 werd gehouden op 4 maart 2001 op Albert Park in Melbourne.

## Verslag
Michael Schumacher begon het seizoen 2001 waar hij in 2000 was geëindigd:  met pole-position en een overwinning. Voor de Duitser een solide race, waarbij hij aanvankelijk werd gevolgd door Mika Häkkinen. Rubens Barrichello duwde in de eerste ronde Heinz-Harald Frentzen in de rondte. In de vijfde ronde knalde Jacques Villeneuve in de achterkant van Ralf Schumacher's Williams, waardoor hij werd gelanceerd en eerst in de hekken vloog om daarna een paar keer over de kop te slaan en in de grindbak tot stilstand te komen. Villeneuve bleef ongedeerd, maar een wiel van diens BAR was door een gat in het hek gevlogen en doodde een marshal. Dit leidde tot een lange neutralisatie van de wedstrijd. Toen de race weer werd vrijgegeven, eindigde na een paar ronden de race van Häkkinen met eveneens een flinke crash toen zijn wielophanging plots brak. David Coulthard wist Barrichello te passeren voor de tweede plaats  en de volgorde Schumacher, Coulthard en Barrichello bleef in stand tot de finish. Olvier Panis werd vierde, maar kreeg 25 seconden straf vanwege inhalen tijdens een gele-vlagsituatie, zodat hij terugviel naar de zevende plaats en Kimi Räikkönen in zijn debuutrace een punt scoorde.

## Uitslag
| Positie | Nummer | Rijder                | Team               | Ronden | Tijd/Opgave   | Startplaats | Punten |
| ------- | ------ | --------------------- | ------------------ | ------ | ------------- | ----------- | ------ |
| 1       | 1      | Michael Schumacher    | Scuderia Ferrari   | 58     | 1:38:26.533   | 1           | 10     |
| 2       | 4      | David Coulthard       | McLaren - Mercedes | 58     | +1.717        | 6           | 6      |
| 3       | 2      | Rubens Barrichello    | Scuderia Ferrari   | 58     | +33.491       | 2           | 4      |
| 4       | 16     | Nick Heidfeld         | Sauber - Petronas  | 58     | +1:11.479     | 10          | 3      |
| 5       | 11     | Heinz-Harald Frentzen | Jordan-Honda       | 58     | +1:12.807     | 4           | 2      |
| 6       | 17     | Kimi Räikkönen        | Sauber - Petronas  | 58     | +1:24.143     | 13          | 1      |
| 7       | 9      | Olivier Panis         | BAR-Honda          | 58     | +1:27.050     | 9           |        |
| 8       | 19     | Luciano Burti         | Jaguar Racing      | 57     | +1 Ronde      | 21          |        |
| 9       | 22     | Jean Alesi            | Prost Grand Prix   | 57     | +1 Ronde      | 14          |        |
| 10      | 14     | Jos Verstappen        | Arrows - Asiatech  | 57     | +1 Ronde      | 15          |        |
| 11      | 18     | Eddie Irvine          | Jaguar Racing      | 57     | +1 Ronde      | 12          |        |
| 12      | 21     | Fernando Alonso       | Minardi            | 56     | +2 Rondes     | 19          |        |
| 13      | 7      | Giancarlo Fisichella  | Benetton Formula   | 55     | +3 Rondes     | 17          |        |
| Ret     | 8      | Jenson Button         | Benetton Formula   | 52     | Elektrisch    | 16          |        |
| Ret     | 6      | Juan Pablo Montoya    | Williams-BMW       | 40     | Motor         | 11          |        |
| Ret     | 12     | Jarno Trulli          | Jordan-Honda       | 38     | Motor         | 7           |        |
| Ret     | 3      | Mika Häkkinen         | McLaren - Mercedes | 25     | Wielophanging | 3           |        |
| Ret     | 5      | Ralf Schumacher       | Williams-BMW       | 4      | Botsing       | 5           |        |
| Ret     | 10     | Jacques Villeneuve    | BAR-Honda          | 4      | Botsing       | 8           |        |
| Ret     | 20     | Tarso Marques         | Minardi            | 3      | Accu          | 22          |        |
| Ret     | 15     | Enrique Bernoldi      | Arrows - Asiatech  | 2      | Gespind       | 18          |        |
| Ret     | 23     | Gaston Mazzacane      | Prost Grand Prix   | 0      | Remmen        | 20          |        |

## Wetenswaardigheden
- Ralf Schumacher en Jacques Villeneuve botsten in de beginfase van de race,  hierbij werd Villeneuve gelanceerd en vloog tegen de afrastering naar de baan, vlak voor de derde bocht.  Een losgerukt wiel vloog door een opening in de afrastering en trof baanmarshal Graham Beveridge,  die aan de verwondingen zou overlijden.  Vanwege dit ongeluk werd de race rondenlang geneutraliseerd.
- Zowel Olivier Panis als Jos Verstappen kregen na de race 25 seconden straftijd wegens inhalen onder geel.
- Eerste race: European motoren, Acer motoren
- Eerste punt: Kimi Räikkönen

| Snelste ronde | Michael Schumacher | Scuderia Ferrari | 1:28.214 |

## Noot
- Dit was het debuut van de Braziliaanse coureur Enrique Bernoldi, de Colombiaanse coureur (en toekomstig Grand Prix-winnaar) Juan Pablo Montoya, de Finse coureur (en toekomstig wereldkampioen) Kimi Räikkönen, en de Spaanse coureur (en toekomstig wereldkampioen) Fernando Alonso.
- Dit was de 42ste snelste ronde voor Michael Schumacher en hiermee vestigde hij een nieuw record. Hij verbrak het record van Alain Prost (41), gevestigd tijdens de Grote Prijs van Japan van 1993.

1949 · 1985 · 1986 · 1987 · 1988 · 1989 · 1990 · 1991 · 1992 · 1993 · 1994 · 1995 · 1996 · 1997 · 1998 · 1999 · 2000 · 2001 · 2002 · 2003 · 2004 · 2005 · 2006 · 2007 · 2008 · 2009 · 2010 · 2011 · 2012 · 2013 · 2014 · 2015 · 2016 · 2017 · 2018 · 2019 · 2020 · 2021 · 2022 · 2023 · 2024 · 2025